# Rothpletz, Lienhard & Cie.
Die Ingenieurunternehmung Rothpletz, Lienhard & Cie. wurde am 1. Dezember 1918 gegründet. Die mittelgrosse Schweizer Unternehmung ist in den Bereichen Ingenieurleistungen, Tief- und Tunnelbau tätig, wie z. B. bei der NEAT oder in Genf beim CERN.

## Bauten
- Hochbrücke in Baden, Schweiz (1926)